# Habitat (videogioco)
Habitat è un MMORPG sviluppato da LucasArts, considerato uno dei primi tentativi di comunità virtuale commerciale su larga scala con interfaccia grafica.
Ideato nel 1985 da Randy Farmer, Chip Morningstar, Aric Wilmunder e Janet Hunter, fu distribuito in versione beta nel 1986 attraverso Quantum Link, un servizio online per Commodore 64 che avrebbe poi dato origine ad AOL.
A differenza dei MUD e di altri ambienti testuali dell'epoca, Habitat si distingueva per l'utilizzo di una interfaccia grafica e per un'utenza orientata al mercato consumer, rappresentando un importante punto di riferimento per lo sviluppo delle moderne piattaforme MMORPG e delle comunità virtuali tridimensionali. Per il loro contributo innovativo, Farmer e Morningstar ricevettero il First Penguin Award durante i Game Developers Choice Awards del 2001.
Grazie al suo approccio pionieristico e alla capacità di integrare grafica e interazione sociale su larga scala, Habitat è spesso citato come uno dei precursori fondamentali degli universi virtuali contemporanei.

## Modalità di gioco
Habitat si presenta come un ambiente virtuale multiutente online, in cui ogni partecipante utilizza un Commodore 64 connesso tramite modem a una rete dati commutata a pacchetto, interfacciandosi con un mainframe centrale che gestisce lo stato dell’universo simulato. Il software client fornisce un'interfaccia grafica animata in tempo reale e traduce gli input dell’utente in comandi diretti al server, il quale si occupa di mantenere il modello del mondo virtuale e applicare le regole del sistema.
Gli utenti erano rappresentati da avatar visibili sullo schermo, con una visuale in terza persona che ricordava quella di un videogioco tradizionale. I giocatori presenti nella stessa area (corrispondente a quanto mostrato su un’unica schermata) potevano vedersi, comunicare tramite testo e interagire tra loro. All’interno del mondo virtuale era possibile commerciare risorse, ma anche subire furti o venire "uccisi" da altri avatar, dando luogo a dinamiche sociali complesse.
L’universo di gioco era parzialmente autogovernato: gli utenti erano responsabili della creazione di leggi e norme comportamentali, mentre le uniche aree inaccessibili riguardavano gli aspetti tecnici e infrastrutturali del sistema. Inizialmente privo di regole, Habitat evolvette verso una struttura più organizzata con l’introduzione di avatar autoritari incaricati di mantenere l’ordine. L’interazione tra utenti costituiva il fulcro dell’esperienza di gioco, ritenuta dagli sviluppatori più significativa della tecnologia stessa.

## Sviluppo
Il primo mondo virtuale grafico, Habitat, fu ideato da Randy Farmer, Chip Morningstar, Aric Wilmunder e Janet Hunter, e venne distribuito in versione beta da Lucasfilm Games nel 1986 per la piattaforma Quantum Link su Commodore 64. Il servizio rimase attivo fino al 1988, ma fu interrotto al termine della fase sperimentale a causa degli elevati costi di gestione. Per rientrare nelle spese di sviluppo, Lucasfilm Games pubblicò nel 1988 una versione semplificata del sistema, denominata Club Caribe, sempre per Quantum Link.
Successivamente, nel 1988, i diritti di Habitat furono concessi in licenza alla giapponese Fujitsu, che nel 1990 lanciò una versione adattata chiamata Fujitsu Habitat. Nel 1994, Fujitsu costituì una nuova divisione, Fujitsu Open Systems Solutions, Inc. (OSSI), da cui nacque una collaborazione con la società Electric Communities per lo sviluppo del progetto WorldsAway, inizialmente noto con il nome in codice "Reno". Il progetto avrebbe dovuto basarsi sul codice originale di Habitat, ma difficoltà legate alle differenze architetturali portarono a uno sviluppo ex novo, causando ritardi.
Il nuovo mondo virtuale venne lanciato nel 1995 sulla piattaforma CompuServe con il nome Dreamscape, offerto gratuitamente agli abbonati. Nel 1997, Dreamscape fu trasferito su Internet, mantenendo la gestione da parte di Fujitsu. In questa fase, il software WorldsAway fu aggiornato alla versione 2.0, introducendo nuove funzionalità e ambienti sperimentali, tra cui Hallway (utilizzato per i test beta), Hotel Silicon e Club Connect, che successivamente assunse la denominazione di New Radio World, VZConnections e infine newHorizone.
Con la trasformazione di CompuServe in un "marchio economico" di AOL, Fujitsu decise di dismettere il servizio, cedendolo alla società Inworlds.com, che divenne poi Avaterra, Inc. Sotto nuova gestione, Dreamscape continuò a esistere come uno dei mondi virtuali offerti da VZones.com, fino alla chiusura nel 2014.
Nel 2016, un progetto di recupero del software originale venne promosso dal Museum of Art and Digital Entertainment (MADE), che ricevette il codice sorgente dagli sviluppatori originari. Attraverso un processo di emulazione del Commodore 64 e della piattaforma Q-Link, Habitat fu reso nuovamente operativo. In seguito, il codice fu pubblicato su GitHub con licenza MIT, permettendone l'accesso pubblico e la conservazione a fini storici.

## Accoglienza
Roy Wagner ha recensito il gioco per Computer Gaming World, scrivendo che "questo gioco ottimizza efficacemente la memoria locale, la capacità di elaborazione e la potenza grafica del Commodore 64/128, un computer domestico economico presente in oltre quattro milioni di case, e l'interattività in tempo reale, da persona a persona, resa possibile da una rete nazionale a basso costo accessibile con una chiamata telefonica locale".
Gran parte delle seconde e terze stagioni della serie televisiva statunitense Halt and Catch Fire è incentrata sullo sviluppo e le difficoltà della startup tecnologica fittizia Mutiny, fortemente ispirata alla storia di PlayNET e Quantum Link negli anni '80. Nella serie, Mutiny si trasforma da una compagnia di giochi online a una comunità di chat grafica basata su abbonamento per utenti Commodore 64, rispecchiando il concetto di Habitat.